# Ficus mariae
Ficus mariae là một loài thực vật có hoa trong họ Moraceae. Loài này được C.C.Berg, Emygdio & Carauta mô tả khoa học đầu tiên năm 1999.